# James Mitchell (attore)
James Mitchell (Sacramento, 29 febbraio 1920 – Los Angeles, 22 gennaio 2010) è stato un attore e danzatore statunitense.
Sebbene sia meglio conosciuto al pubblico televisivo come Palmer Cortlandt nella soap opera La valle dei pini (1979-2010), gli storici del teatro e della danza lo ricordano come uno dei più importanti ballerini di Agnes de Mille. L'abilità di Mitchell nel combinare danza e recitazione era considerata una sorta di novità; nel 1959, il critico Olga Maynard lo definì "un importante esempio del nuovo ballerino-attore-cantante nel balletto americano", sottolineando le sue capacità interpretative e la tecnica "maschile".

## Biografia
Mitchell è nato il 29 febbraio del 1920, anno bisestile, a Sacramento, in California. I suoi genitori erano emigrati dall'Inghilterra alla California settentrionale, dove gestivano una fattoria di frutta a Turlock. Nel 1923 la madre di Mitchell, Edith, lasciò suo padre e tornò in Inghilterra con il fratello e la sorella di Mitchell; lei e Mitchell non ebbero più altri contatti. Incapace di gestire una fattoria mentre allevava da solo il figlio rimasto, il padre di Mitchell lo incoraggiò per diversi anni ai vaudevilliani Gene e Katherine King.
Dopo la morte della madre di Mitchell, tuttavia, suo padre si risposò e portò entrambi i suoi figli, ma non sua figlia, a Turlock. A diciassette anni, Mitchell lasciò Turlock per Los Angeles, dove rimase vicino ai King.

### Teatro e carriera cinematografica
Mentre studiava recitazione al Los Angeles City College, Mitchell è stato introdotto alla danza moderna presso la scuola del famoso insegnante e coreografo Lester Horton. Dopo aver conseguito la laurea, si unì alla compagnia di Horton, dove rimase per quasi quattro anni. Mentre lavorava con Horton, divenne amico intimo della ballerina Bella Lewitzky; negli anni '70 divenne presidente del consiglio di amministrazione della sua Dance Foundation e in seguito rimase un "grande sostenitore [...] di vecchia data" della stessa. Nel 1944 Horton portò con sé Mitchell a New York per formare una nuova compagnia di danza, ma l'impresa fallì all'improvviso.
Quando accadde il fallimento della compagnia di Horton fu un significativo punto di svolta nella carriera di Mitchell: mentre lottava per trovare ruoli di recitazione o di danza a New York, fece con successo un'audizione per Agnes de Mille, che stava coreografando il suo primo musical da Oklahoma!. Mitchell, che non studiava balletto da quando aveva più o meno venticinque anni, era in perdita quando si trovò di fronte alla combinazione del balletto della de Mille. Molto più tardi, descrivendo il suo approccio all'audizione, disse: "Beh, non avevo molta familiarità con quello, ma mi lanciai sul pavimento e al terzo o quarto passaggio, Agnes gridò "Stop", mi chiamò e disse "Dove diavolo hai fatto la tua formazione alla danza?". Tuttavia, De Mille gli offrì la doppia posizione di ballerino principale e assistente coreografo. Data l'opzione tra andare in tour con Helen Hayes e ballare per de Mille, scelse de Mille.
Bloomer Girl (1944) diede il via ad un'importante collaborazione artistica con de Mille che durò dal 1944 al 1969 e abbracciò teatro, cinema, televisione e danza da concerto. La biografa di De Mille, Carol Easton, lo descrive come "il quintessenziale ballerino de Mille maschile" e il "più vicino confidente" di Mille nella sua vita artistica. In uno dei suoi volumi autobiografici, de Mille stessa disse di Mitchell che aveva "probabilmente le braccia più forti nella sua attività e lo stile adagio sviluppato da lui e dai suoi partner diventò da allora una preziosa aggiunta al vocabolario del balletto".
When, nearly thirty years later, an interviewer asked Mitchell to respond to de Mille's comments, he offered a more modest assessment of his career: "I was primarily an actor [...] and I think what Agnes was referring to was my acting and regard for the woman I was partnering. Because in the end I really was a partner.  When I look at today's dancers, or I look at the great dance films, such as Seven Brides for Seven Brothers--I couldn't do any of that! I know I was a dancer, but I didn't have the technique.  At most I was an actor-dancer."
Quando, quasi trent'anni dopo, un intervistatore chiese a Mitchell di rispondere ai commenti di de Mille, offrì una valutazione più modesta della sua carriera: "Ero principalmente un attore [...] e penso che ciò a cui Agnes si riferiva era la mia recitazione e il riguardo per la donna con cui stavo collaborando, perché alla fine ero davvero un partner: quando guardo i ballerini di oggi, o guardo i grandi film di danza, come Sette spose per sette fratelli, non potevo fare niente di quello! So che ero un ballerino, ma non avevo la tecnica. Al massimo ero un attore-ballerino ".

### Lavoro con Agnes de Mille
- Bloomer Girl (Broadway, 1944): ballerino principale maschio; assistente coreografo
- Brigadoon (Broadway, 1947): Harry Beaton; assistente coreografo
- Paint Your Wagon (Broadway, 1951): Pete Billings; assistente coreografo
- Come Summer (Broadway, 1969): assistente direttore
- American Ballet Theatre (1950–51, 1955, 1956): Rodeo (Head Wrangler — ABT premiere cast), Fall River Legend (Pastor), Rib of Eve (Husband — world premiere cast)
- Agnes de Mille Dance Theatre (1953–54): ballerino principale
- Royal Winnipeg Ballet (1964): Bitter Weird (Bridegroom)
- Oklahoma! (film, 1955): Dream Curly (estratto in That's Dancing!)
- Omnibus (TV, 1956): ballerino in primo piano, “Art of Ballet”; ballerino in primo piano, “Art of Choreography”
- Bloomer Girl (TV, 1956): The Returned Soldier
- Gold Rush (TV, 1958): Miner

Le altre strette collaborazioni di Mitchell furono con Gower Champion, Eugene Loring (con il quale si era anche formato), e Jerome Robbins:

### Lavoro con Gower Champion
- Carnival! (Broadway, 1961; tour nazionale, 1962; West End, 1963): Marco the Magnificent
- Mack & Mabel (Broadway, 1974): William Desmond Taylor
- Annie Get Your Gun (tour, 1977): assistente direttore

### Lavoro con Eugene Loring
- The Toast of New Orleans (film, 1950): Pierre — “The Tina-Lina” con Rita Moreno
- Deep in My Heart (film, 1954): Specialty dancer — “One Alone” con Cyd Charisse
- Ford Startime: Meet Cyd Charisse (TV, 1959): Partner Cyd Charisse
- The Perry Como Show (TV, 1963): Partner Cyd Charisse
- Il 38º Premio Oscar (TV, 1966): Partner Cyd Charisse

### Lavoro con Jerome Robbins
- Billion Dollar Baby (Broadway, 1946): Rocky Who Dances
- American Ballet Theatre (1950–51): Facsimile
- American Theatre Laboratory (1967–69): istruttore e membro dell'azienda

Mitchell ha lavorato costantemente sul palco sia nei musical che nei film drammatici fino alla fine degli anni '70, inclusi numerosi ruoli teatrali regionali in tutto il paese. Altri suoi impegni importanti includono le apparizioni a Broadway in Carousel, First Impressions e The Deputy; apparizioni fuori Broadway in Winkelberg, L'opera da tre soldi, Livin' the Life e The Father; L'Histoire du Soldat al New York City Opera; e tour nazionali di The Rainmaker (con la futura co-star di All My Children Frances Heflin), The King and I, Funny Girl, and L'opera da tre soldi. Un personaggio basato su Mitchell appare nella commedia di danza biografica di Anderson Ferrell, Dance/Speak: The Life of Agnes De Mille, che debuttò al New York Theatre Ballet nel 2009.

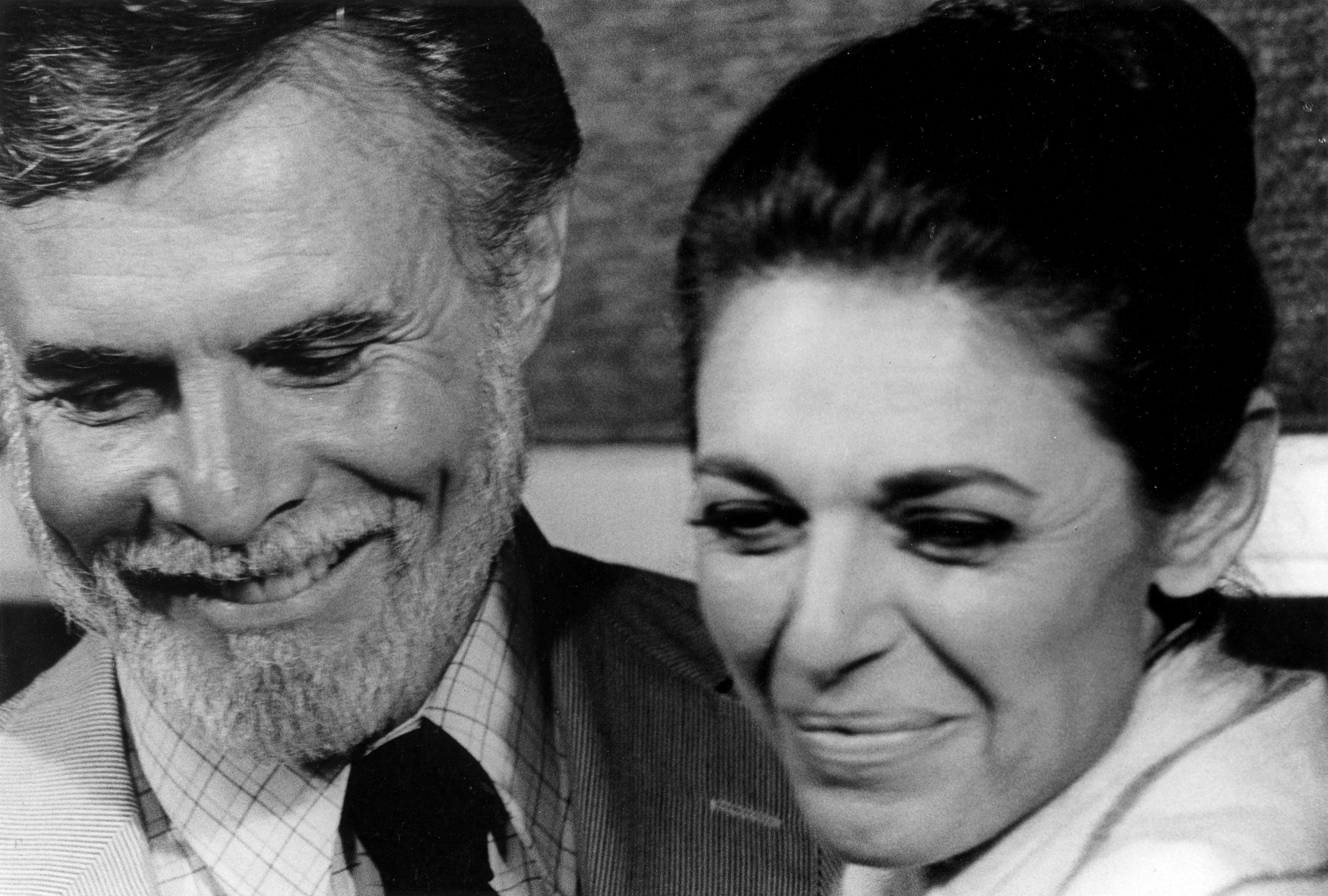
James Mitchell e Anne Bancroft in The Turning Point (1977)

Come attore cinematografico Mitchell ha avuto solo un moderato successo. Nei primi anni '40, ha fatto sia il ballerino in gruppo che lavori extra in un certo numero di musical e western minori. Forte della sua premiata interpretazione in Brigadoon, fu contattato dal produttore Michael Curtiz e firmò un contratto con la Warner Brothers. Inizialmente Curtiz intendeva inserire Mitchell in un film con Doris Day, cosa che non avvenne mai.
Dopo diversi mesi, Mitchell alla fine realizzò due film per Warner Brothers, tra cui il Colorado Territory di Raoul Walsh, prima di seguire Curtiz alla Metro-Goldwyn-Mayer. Alla MGM, interpretò ruoli secondari in sei film tra il 1949 e il 1955, in particolare Border Incident di Anthony Mann, Stars in My Crown di Jacques Tourneur e The Band Wagon (1953) di Vincente Minnelli, nel quale interpreta il ruolo indiscusso del coreografo Paul Byrd - un'esperienza che odiava così tanto che rifiutò di vedere il film. Non ha più lavorato per lo studio dopo essere apparso nel famigerato flop The Prodigal (1955). La carriera cinematografica di Mitchell si concluse bruscamente dopo la sua apparizione nel Western The Peacemaker di Hal R. Makelim (1956), l'unica volta in cui sia mai stato pubblicizzato sopra il titolo, mentre interpretava il ruolo del protagonista, il pistolero Terrall Butler. Dopo ciò, ci sono voluti più di due decenni prima che realizzasse il suo successivo film, la sua ultima apparizione sul grande schermo, The Turning Point (1977). Ha anche recitato con Thelma "Tad" Tadlock nel famoso film sponsorizzato A Touch of Magic presentato da General Motors al Motorama del 1961.
Oltre a recitare Mitchell lavorò occasionalmente come regista e coreografo, in particolare alla fine degli anni '60 e '70. Ha messo in scena musical presso la Paper Mill Playhouse, il Mark Taper Forum e The Muny, tra gli altri teatri. Nel 1956, lui e Katherine Litz hanno co-sceneggiato The Enchanted for American Ballet Theatre.

### Carriera televisiva
In televisione Mitchell era molto più attivo, specialmente tra la fine degli anni '50 e l'inizio degli anni '60. Oltre a lavorare regolarmente come ballerino, ha interpretato ruoli drammatici in numerosi film per la televisione e in prima serata, nonché nelle antologie che un tempo erano così popolari, come Play of the Week, Gruen Guild Playhouse e Armstrong Circle Theatre. Nel 1964 ebbe il suo primo ruolo in una soap opera in The Edge of Night, nei panni del corrotto Capitano Lloyd Griffin. Nel 1966 apparve in un episodio del dramma di spionaggio Blue Light. A questo seguì un ruolo nell'intera serie della soap opera Where the Heart Is (1969-73), in cui interpreta il protagonista maschile, Julian Hathaway.
Tuttavia, dopo il flop di Mack e Mabel nel 1974, la carriera di Mitchell fu quasi terminata. Conseguì un BA all'Empire State College e un MAE al Goddard College per insegnare a tempo pieno a livello universitario e ha insegnato movimento per attori alla Juilliard, alla Yale University e alla Drake University. Dopo alcuni anni praticamente senza lavorare, sebbene fosse stato guest star su Lou Grant e Charlie's Angels alla fine degli anni '70, egli una volta riassunse i suoi anni '70 come "Ho pianto e fatto un sacco di giardinaggio".
Fu ingaggiato nel 1979 nel ruolo del milionario autodidatta Palmer Cortlandt nella lunga soap opera della ABC All My Children. Inizialmente era per un solo anno, ma rimase in contratto fino al 2009. Per gran parte del suo primo decennio nello show, Palmer era un mascalzone spietato, totalmente possessivo nei confronti di sua figlia Nina che minacciava con violenza la sua ex moglie Daisy di farla attaccare dai doberman, quando lei era tornata dalla morte. Dopo l'introduzione di David Canary nel dicembre 1983 come Adam Chandler, Palmer rimase spietato nei rapporti d'affari, ma attenuò le relazioni sentimentali. Le sue vecchie abitudini tornarono diverse volte, come quando fu rivelato che ammassava opere d'arte rubate e quando cercò di uccidere la sua ultima moglie, Vanessa, avendo falsamente creduto che lei l'aveva tradito. La sua ultima apparizione come attore a contratto fu il 19 settembre 2008, anche se il suo ritiro non è stato reso ufficiale fino al 30 settembre 2009.

### Vita privata
Il compagno di Mitchell per trentanove anni, è stato il costumista premio Oscar Albert Wolsky.

### Morte
James Mitchell è morto il 22 gennaio 2010 a Los Angeles, per le conseguenze di una broncopneumopatia cronica ostruttiva complicata da polmonite.

## Riconoscimenti
- Theatre World Award, 1947: Brigadoon
- Donaldson Award:
  - Best Male Dancer of the Year, 1947: Brigadoon
  - Nominee, Best Male Dancer of the Year, 1946: Billion Dollar Baby (terzo posto)
  - Nominee, Best Male Dancer of the Year, 1951: Paint Your Wagon (secondo posto)
- Honorary Doctorate of Fine Arts, 1985, Drake University
- Daytime Emmy Award nominations, Outstanding Actor, 1980, 1981, 1982, 1983, 1984, 1985, 1989: All My Children[18]